# Cyrtandra oligantha
Cyrtandra oligantha là một loài thực vật có hoa trong họ Tai voi. Loài này được Korth. ex C.B.Clarke mô tả khoa học đầu tiên năm 1883.